# Џејмс Ролф
Џејмс „Сунчани Џим“ Ролф млађи (енгл. James “Sunny Jim” Rolph Jr; 23. август 1869 – 2. јун 1934) је био амерички политичар и члан Републиканске странке. Био је 27. гувернер Калифорније од 6. јануара 1931. до своје смрти 2. јуна 1934, у врхунцу Велике депресије. Претходно, Ролф је био 30. градоначелник Сан Франциска од 8. јануара 1912. до тренутка кад је дао оставку како би постао гувернер. Ролф је до данас остао градоначелник Сан Франциска са најдужим мандатом.